# 2122 Pyatiletka
2122 Pyatiletka este un asteroid din centura principală, descoperit pe 14 decembrie 1971 de Tamara Smirnova.